# جک دوسی
جک دوسی (انگلیسی: Jack Dowsey; ۱ مهٔ ۱۹۰۵ – ۲۷ اکتبر ۱۹۴۲) بازیکن فوتبال اهل بریتانیا بود.
از باشگاه‌هایی که در آن بازی کرده‌است می‌توان به باشگاه فوتبال نیوکاسل یونایتد و باشگاه فوتبال وستهام یونایتد اشاره کرد.